# Autoroute A4 (Luxembourg)
Pour les articles homonymes, voir Autoroute A4.
L'autoroute A4 (luxembourgeois : Autobunn A4), appelée aussi autoroute d'Esch, est une autoroute qui relie Luxembourg à la région des Terres Rouges et à Esch-sur-Alzette. Elle débute à Hollerich au croisement de Merl, dans le prolongement de la route nationale 56 au sud-ouest de Luxembourg, et se termine à la frontière avec la France au niveau de Belval, à Esch-sur-Alzette.

## Historique
Le premier tronçon mis en service en 1969 est celui entre Foetz et Esch-sur-Alzette, plus précisément entre les échangeurs de Pontpierre et de Lankelz. Trois ans plus tard, en 1972, c'est la section contournant Leudelange qui est mise en service, suivie en 1974 par la section reliant cette dernière à Hollerich. En 1976, la section entre Leudelange et Pontpierre est ouverte. La date d'ouverture exacte du tronçon entre l'échangeur de Lankelz et le rond-point de Raemerich est inconnue.
La fin de l'autoroute est réaménagée avec la réalisation de la « liaison A4-Belval » inaugurée le 29 mai 2024. raccordant l'A4 à la , section française de la « liaison Micheville », ouverte elle  en 2018, entre Audun-le-Tiche et Esch-Belval en passant sous ce quartier par un tunnel ouvert lui, en 2016, cette nouvelle section doit à terme relier l'A4 à l'autoroute française A30. La fin de l'ancienne autoroute est supprimée et remplacée par un échangeur raccordé au rond-point de Raemerich, l'autoroute marquer alors une courbe à presque 180 degrés pour se raccorder à la route B40 .

## Description

### Caractéristiques
L'autoroute A4 relie, dans le prolongement de la route nationale 56 (ex-voie express (autobunn) B4), le croisement de Merl au sud-ouest de Luxembourg, à la frontière avec la France au niveau de Belval, à Esch-sur-Alzette. Administrée par l'administration des ponts et chaussées, sa longueur est de 18,8 km.
Entre les échangeurs d'Esch et de Lankelz, l'A4 reçoit le trafic de l'autoroute A13, qui est constituée de deux sections distinctes reliées entre elles par ce tronçon de l'A4.

### Sorties
|   | Dénomination                                                             | Destinations                                                   | BK   |
| - | ------------------------------------------------------------------------ | -------------------------------------------------------------- | ---- |
|   | Début de l'autoroute au croisement de Merl, prolongée par la             | Luxembourg (dont les quartiers Hollerich, Bonnevoie-Sud, Gare) | 0,0  |
|   | Merl 230                                                                 | Luxembourg (Merl)                                              | 0,2  |
|   | Croix de Cessange                                                        | Autoroute d'Arlon                                              | 2,5  |
| 1 | Leudelange-Nord                                                          | Luxembourg (Gasperich), Leudelange, Kockelscheuer              | 4,7  |
| 2 | Leudelange-Sud                                                           | Leudelange                                                     | 7,5  |
|   | Aire de Pontpierre                                                       |                                                                | 9,0  |
| 3 | Pontpierre                                                               | Pontpierre, Bettembourg, Dippach                               | 10,3 |
| 4 | Foetz 164                                                                | Mondercange, Foetz                                             | 12,4 |
|   | Jonction Esch                                                            | Collectrice du Sud vers Metz , Sarrebruck , Schifflange        | 12,7 |
| 5 | Lallange 170                                                             | Esch-sur-Alzette, Schifflange                                  | 13,7 |
|   | Jonction Lankelz 110                                                     | Collectrice du Sud vers Pétange, Differdange, Ehlerange        | 14,9 |
|   | Fin de l'autoroute et début de la voie rapide B40 « Liaison Micheville » |                                                                | 15,8 |
| 6 | Raemerich                                                                | Belvaux, Ehlerange, Esch-sur-Alzette                           | 16,2 |
| 7 | Belval-Université                                                        | Esch-Belval                                                    | 17,3 |
|   | Tunnel Central Gate (735 m)                                              |                                                                | 17,5 |
| 8 | Belval-Gare 168                                                          | Esch-sur-Alzette, Belvaux                                      | 18,5 |
|   | Frontière française                                                      | Villerupt, Audun-le-Tiche                                      | 18,8 |

### Ouvrages d'art
L'autoroute ne compte pas d'ouvrages d'art remarquables.

## Statistiques de fréquentation
Le graphique qui aurait dû être présenté ici ne peut pas être affiché car il utilise l'ancienne extension Graph, désactivée pour des questions de sécurité. Des indications pour créer un nouveau graphique avec la nouvelle extension Chart sont disponibles ici.

## Galerie d'images

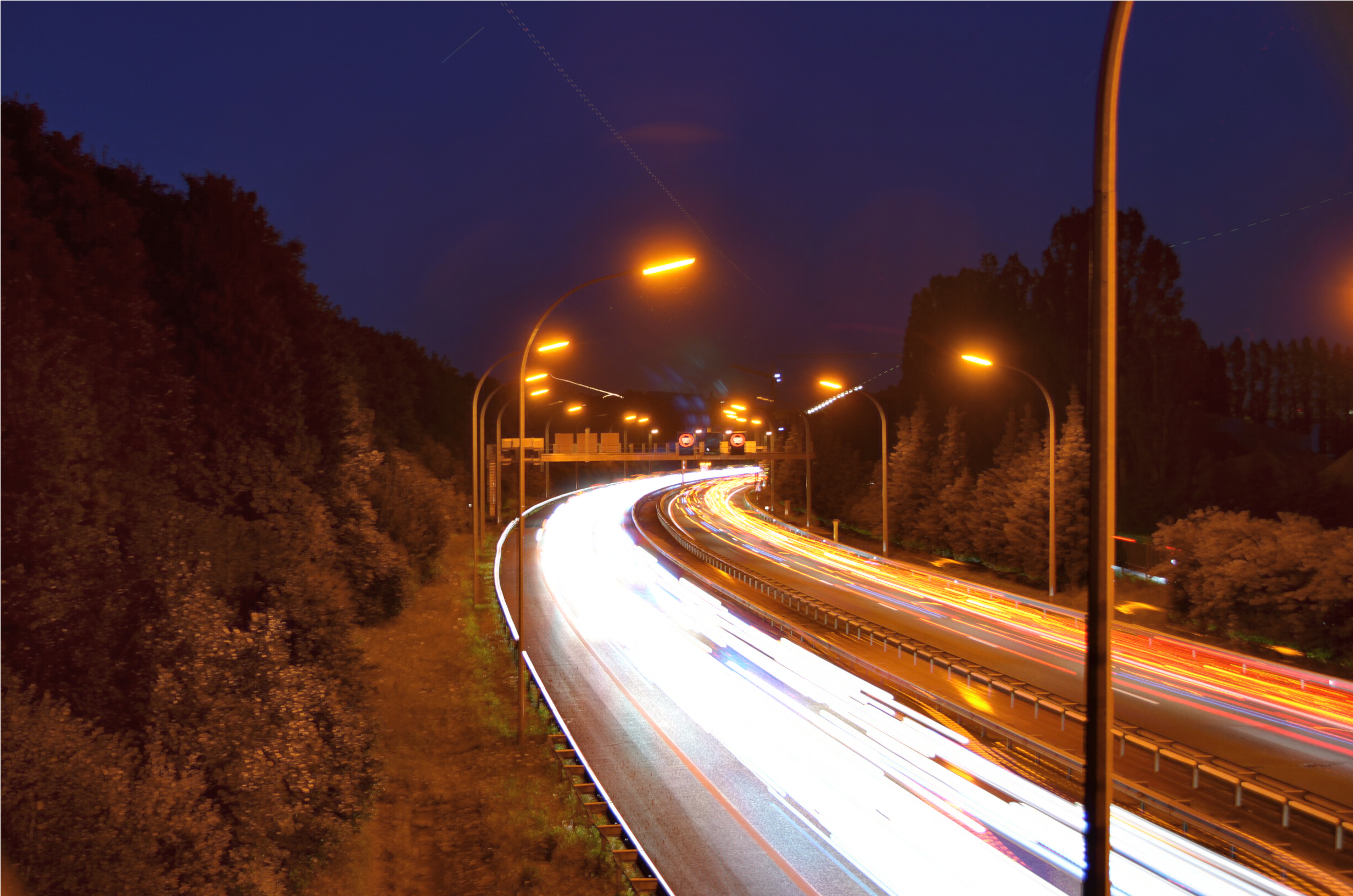
Début de l'autoroute à Luxembourg.
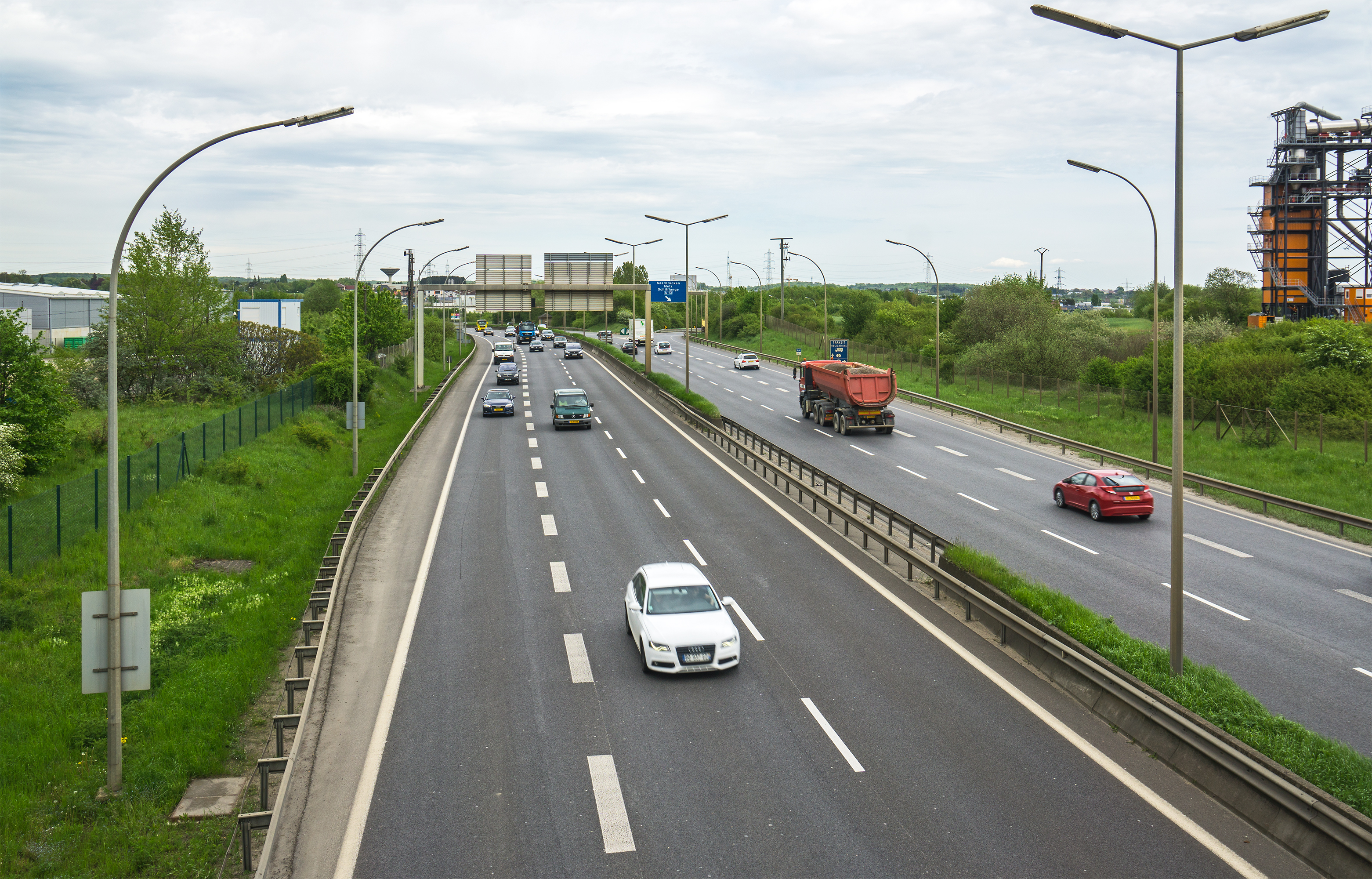
Fin de l'autoroute à Esch-sur-Alzette.

## Avenir
Dans les années 2030, l'autoroute A4 sera intégrée à un « corridor multimodal » comprenant une autoroute à vélos et le tramway rapide Luxembourg-Esch ; l'A4 sera réaménagée avec des couloirs bus sur la bande d'arrêt d'urgence et certains échangeurs seront supprimés (comme Leudelange-Sud) ou réaménagés (comme la jonction Lankelz entre l'A4 et l'A13 section nord).